# Oligotricha spicata
Oligotricha spicata är en nattsländeart som beskrevs av Wiggins och Shinji Kuwayama 1957. Oligotricha spicata ingår i släktet Oligotricha och familjen broknattsländor. Inga underarter finns listade i Catalogue of Life.